# Cantonul Cologne
Cantonul Cologne este un canton din arondismentul Auch, departamentul Gers, regiunea Midi-Pyrénées, Franța.

## Comune
| Comune                 | Populație (1999) | Cod poștal | Cod INSEE |
| ---------------------- | ---------------- | ---------- | --------- |
| Ardizas                | 122              | 32430      | 32007     |
| Catonvielle            | 62               | 32200      | 32092     |
| Cologne                | 510              | 32430      | 32106     |
| Encausse               | 271              | 32430      | 32120     |
| Monbrun                | 214              | 32600      | 32262     |
| Roquelaure-Saint-Aubin | 60               | 32430      | 32349     |
| Sainte-Anne            | 57               | 32430      | 32357     |
| Saint-Cricq            | 122              | 32430      | 32372     |
| Saint-Georges          | 154              | 32430      | 32377     |
| Saint-Germier          | 115              | 32200      | 32379     |
| Sirac                  | 101              | 32430      | 32435     |
| Thoux                  | 163              | 32430      | 32444     |
| Touget                 | 320              | 32430      | 32448     |